# Mary Ellmann
Mary Ellmann, född Donoghue 1921 i Newburyport, Massachusetts, död 1989, var en amerikansk journalist och litteraturkritiker. Hon var en pionjär inom feministisk litteraturkritik. Hon var gift med Richard Ellmann.
Ellmann är mest känd för sin bok Thinking About Women (1968), en studie över hur kvinnor skildras och uppfattas som författare under dominans av vad hon kallar fallisk kritik. Denna detta avses att författarens kön anses vara av primär betydelse vid bedömning av ett litterärt verks värde; ett exempel på detta är Norman Mailer, som ansåg att ett manligt könsorgan är mer nödvändigt för en författare än penna och bläck. Ellmann avslöjar och raserar den falliska kritikens struktur; hon påvisar absurditeten och självmotsägelsen i könsanalogier och kvinnostereotyper och ställer frågor om ton, stil och auktoritet, som senare studerades av andra skribenter.